# 日本建設産業職員労働組合協議会
日本建設産業職員労働組合協議会（にほんけんせつさんぎょうしょくいんろうどうくみあいきょうぎかい、略称：日建協（にっけんきょう）、英語：Council of Japan construction industry employees' unions、略称：JCU）は、日本の労働組合である。国際建設林業労働組合連盟（BWI）に加盟しているとともに、日本労働組合総連合会（連合）の友好参加組織である。

## 概要
建設産業に関わる労働組合で組織している。

## 沿革
1954年（昭和29年）12月12日に結成された。